# Senoia
Senoia és una població dels Estats Units a l'estat de Geòrgia. Segons el cens del 2000 tenia 1.738 habitants.

## Demografia
Segons el cens del 2000, Senoia tenia 1.738 habitants, 632 habitatges, i 489 famílies. La densitat de població era de 144,9 habitants/km².
Dels 632 habitatges en un 38,9% hi vivien nens de menys de 18 anys, en un 61,9% hi vivien parelles casades, en un 11,9% dones solteres, i en un 22,5% no eren unitats familiars. En el 18,5% dels habitatges hi vivien persones soles el 4,3% de les quals corresponia a persones de 65 anys o més que vivien soles. El nombre mitjà de persones vivint en cada habitatge era de 2,75 i el nombre mitjà de persones que vivien en cada família era de 3,13.
Per edats la població es repartia de la següent manera: un 29,6% tenia menys de 18 anys, un 7,6% entre 18 i 24, un 35,5% entre 25 i 44, un 18,8% de 45 a 60 i un 8,5% 65 anys o més.
L'edat mediana era de 31 anys. Per cada 100 dones de 18 o més anys hi havia 92,9 homes.
La renda mediana per habitatge era de 50.089 $ i la renda mediana per família de 56.382 $. Els homes tenien una renda mediana de 36.000 $ mentre que les dones 27.900 $. La renda per capita de la població era de 18.819 $. Entorn del 5,6% de les famílies i el 7,4% de la població estaven per davall del llindar de pobresa.

## Poblacions més properes
El següent diagrama mostra les poblacions més properes.